# Benno Schachtner
Benno Schachtner (Illertissen, 1 december 1984) is een Duitse operazanger en contratenor.

## Biografie

### Jeugd
Als jonge knaap zong Schachtner als sopraan bij het Ulmer Spatzen Chor uit Ulm, waarmee hij optrad in Luxemburg, Nederland en Japan. Hij won verschillende prijzen op het regionale Jugend Musiziert parcours, waaronder de eerste prijs in Baden-Württemberg. Nadat zijn stem brak, begon hij gedurende een tijd orgel te spelen. Tussen 2004 en 2010 studeerde hij kerkmuziek aan de Hochschule für Musik Detmold, bij Gerhard Weinberger. In 2007 werd hij koorleider van de Barokacademie van de Hochschule Detmold. In 2009 begon hij daar ook zang te studeren, bij leraar Heiner Eckels, en zong hij de titelrollen in Arminio én in Orlando van Georg Friedrich Händel. Het volgende jaar ging hij naar de Schola Cantorum Basiliensis om te studeren bij Ulrich Messthaler. In 2012 behaalde hij zijn masterdiploma.

### Carrière
Schachtner voert vaak werk uit van Johann Sebastian Bach. Hij speelde in 2011 de rol van Prins Medoro in de opera Triumph der Liebe in het Theater Erfurt en zong Cantatas van Bach, met het Il Delirio Fantastico ensemble, onder leiding van Vincent Bernhardt. In 2013 mocht hij zingen op het International Bach Festival te Seoul en het jaar daarna op het openingsconcert van het Bachfest te Leipzig, als een van vijf solisten. 2015 bracht een uitvoering van de Johannespassie, met dirigent René Jacobs, in de Akademie für Alte Musik Berlin. Daarnaast werkte hij geregeld samen met de Internationale Bachakademie Stuttgart, onder andere voor uitvoeringen van de Matteüspassie in 2017. Met Collegium 1704 vertolkte hij Bach's Hohe Messe op het Bach Festival 2017 in Montreal. Eind 2017 trad hij op met B'Rock Orchestra, onder leiding van dirigent Benjamin Bayl, met een programma van Bach, Muffat en Kuhnau in deSingel in Antwerpen. In 2017 en 2018 werkt hij met Muziektheater Transparant aan de voorstelling And You Must Suffer, een bewerking van de Johannespassie van Bach. In 2019 stond hij met werk van Bach op de planken van Carnegie Hall.
In Teseo van Händel vertolkte hij Arcane, in 2018 in het Theater an der Wien te Wenen. Datzelfde jaar vertolkte hij in de opera van Bonn de titelrol in een productie van minimalist Philip Glass' Akhenaten. Voor een productie van Scarlatti's Il Primo Omicido aan de Opéra de Paris in 2019, in een regie van Romeo Castellucci en met René Jacobs als dirigent, nam hij de rol van God op zich. In de Deutsche Staatsoper Berlin trad hij aan in Henry Purcell's King Arthur. Met Collegium 1704 en dirigent Václav Luks ging hij in 2019 op tournee om Händels Messiah uit te voeren tijdens concerten in het Rudolfinum te Praag, in de Annenkirche te Dresden, in La Chapelle Royale te Versailles, in deSingel in Antwerpen en het Concertgebouw in Brugge.
In 2017 bracht hij zijn eerste cd als solozanger uit, getiteld Clear and Cloudy. Met begeleiders Axel Wolf, Jakob Rattlinger en Andreas Küppers vertolkte hij werk van onder andere Purcell, Hume en Dowland. Sinds 2016 geeft hij lessen historische uitvoeringspraktijk aan de Hochschule für Musik und Darstellende Kunst te Mannheim.
In 2016 riep hij het jaarlijkse Diademusfestival in het leven in het Roggenburgklooster te Ulm.

## Prijzen
In 2010 won Schachtner de titel "Beste Jonge Zanger" van Nordrhein-Westfalen. In 2012 werd hij als eerste contratenor ooit de Bachpreisträger op de International Bach Competition te Leipzig. Bovendien won hij de orkestprijs tijdens diezelfde competitie. Hij ontving daarnaast de Beierse Kunstprijs 2016. In 2017 ontving hij de ICMA Musikpreis voor de opname van de Johannespassie die hij maakte met René Jacobs.